# 海阔天空 (1992年电影)
是一部1992年上映的美国奇幻电影，由李察·唐納执导，大卫·米奇·埃文斯编剧。本片由罗林·布兰考、約翰·赫德、 伊莱贾·伍德、約瑟夫·馬傑羅、亞當·鮑德溫和班·約翰森主演。埃文斯本打算在这部电影中首次担任导演，但被唐纳取代。邁克爾·道格拉斯和埃文斯是执行制片人。拍摄地点包括诺瓦托 (加利福尼亚州)和 哥倫比亞的哥伦比亚机场。

## 演員
- 罗林·布兰考 饰演 Mary
- 約翰·赫德 饰演 Jim Daugherty
- 伊莱贾·伍德 饰演 Mike
  - 汤姆·汉克斯 饰演 Older Mike / Narrator (uncredited)
- 約瑟夫·馬傑羅 饰演 Bobby
- 亞當·鮑德溫 饰演 Jack "The King"
- 班·約翰森 饰演 Geronimo Bill
- Garette Ratliff（英语：Garette Ratliff Henson） 饰演 Chad
- 托马斯·伊恩·尼古拉斯 饰演 Fergie